# Eobanus Friedrich Krebaum
Eobanus Friedrich Krebaum (* 14. Februar 1786; † 30. April 1845 in Albungen) war ein in Eschwege tätiger Orgelbaumeister.

## Leben und Werk
Friedrich Krebaums Großvater war Hofgärtner bei Landgraf Christian (Hessen-Wanfried-Rheinfels), er heiratete 1759 Anna Maria Reyer. Sie war die Tochter des Försters Lorenz Reyer, der in Eschwege eine Gastwirtschaft betrieb. Ihr Sohn Johann Friedrich Krebaum (* 26. Oktober 1759; † 28. Mai 1801) führte den Betrieb fort und heiratete am 18. April 1784 Ottilia Döhle, die nach dem Tod ihres Mannes die Gastwirtschaft bis 1817 weiterbetrieb. Das Ehepaar hatte zwei Söhne: Johann Bernhard (* 9. Juli 1784), der ebenfalls Gastwirt wurde, und Eobanus Friedrich Krebaum, der den Orgelbau erlernte.
Friedrich Krebaum heiratete am 5. Mai 1811 Marie Lieberknecht (* 30. Mai 1790; † 24. November 1855) „in der Stille“, da sie zu diesem Zeitpunkt bereits schwanger war. Insgesamt hatten die beiden elf Kinder, von denen zwei früh starben. Im Jahr 1815 kaufte Krebaum das Haus Nr. 751 (heute: Schlossplatz 6) in Eschwege, das er um ein Hinterhaus erweiterte, welches wahrscheinlich als Orgelwerkstatt diente. 1825 wurde Krebaum zum Eschweger Kreisorgelbauer ernannt. Krebaum konnte nicht gut wirtschaften und geriet zusehends in finanzielle Not. Dies könnte der Anlass sein, dass er sich das Leben nahm und am 30. April 1845 „in der Werra bei Albungen entseelt aufgefunden wurde“. Zudem wird im Kirchenbuch erwähnt, dass er sich „in Folge von Melancholie selbst entleibt hat“, jedoch ordentlich auf dem Albunger Friedhof bestattet wurde.
Krebaum baute vor allem vorderspielige Dorforgeln mit einem Manual und selbstständigem Pedal, aber auch einige zweimanualige Stadtorgeln. Die Prospekte der kleineren Werke sind in der Regel fünfteilig, außen mit großen Rechteckfeldern und einem niedrigeren leicht gewölbten Mittelturm oder einem mittleren Flachfeld, das von zweigeschossigen Flachfeldern flankiert wird. Stilistisch sind die Prospekt vom Klassizismus geprägt.
Friedrich Ziese war von 1825 bis 1831 bei Meister Krebaum Geselle. Johann Georg Markert II. soll von 1841 bis 1845 bei Krebaum den Orgelbau erlernt haben. Nach Krebaums Tod gab seine Witwe am 7. Mai 1845 eine Zeitungsanzeige auf, um seine Werkzeuge und die gelagerten Materialien der Orgelwerkstatt zu verkaufen.

## Werkliste
Folgende Orgelneubauten sind nachgewiesen:
| Jahr      | Ort                        | Gebäude                            | Bild | Manuale | Register | Bemerkungen                                                                           |
| --------- | -------------------------- | ---------------------------------- | ---- | ------- | -------- | ------------------------------------------------------------------------------------- |
| 1825      | Grebendorf                 | Evangelische Kirche                |      |         |          |                                                                                       |
| 1828      | Sterkelshausen             | Evangelische Kirche                |      | I/P     | 9        | ursprünglich für Niederhohne gebaut, 1895/1896 umgesetzt                              |
| 1829–1830 | Sachsenhausen (Gilserberg) | Evangelische Kirche                |      | I/P     | 8        | ursprünglich für Speckswinkel gebaut, 1896 verkauft und umgesetzt; verändert erhalten |
| 1829–1830 | Marburg                    | St. Johannes Evangelist            |      | I/P     | 12       | nicht erhalten                                                                        |
| 1829–1830 | Frankershausen             | Evangelische Kirche Frankershausen |      | I/P     | 14       | umgebaut erhalten (heute II/P/17)                                                     |
| um 1830   | Walburg                    | Evangelische Kirche                |      | I/P     | 12       | fast vollständig erhalten                                                             |
| 1832      | Herleshausen               | Evangelische Kirche                |      |         |          |                                                                                       |
| 1833      | Erksdorf                   | Evangelische Kirche                |      | I/P     | 14       | fast vollständig erhalten                                                             |
| 1834      | Körle                      | Evangelische Kirche                |      |         |          | stark verändert erhalten                                                              |
| 1837      | Neuenbrunslar              | Evangelische Kirche                |      | I/P     | 12       | 7 Register und Gehäuse erhalten                                                       |
| 1837–1839 | Eschwege                   | Neustädter Kirche                  |      | II/P    | 31       | Prospekt erhalten                                                                     |
| 1840–1841 | Hilgershausen              | Evangelische Kirche                |      |         |          |                                                                                       |
| 1842      | Niederkaufungen            | Evangelische Kirche                |      |         |          |                                                                                       |
| 1841–1843 | Allendorf                  | St. Crucis                         |      |         |          | nicht erhalten                                                                        |
| 1834–1845 | Marburg                    | Universitätskirche Marburg         |      |         |          | 1846 Aufstellung nach Krebaums Tod durch Gustav Wilhelm, Kassel; 1894 ersetzt         |